# Buddy Baker (Komponist)
Norman Dale „Buddy“ Baker (* 4. Januar 1918 in Springfield, Missouri; † 26. Juli 2002 in Sherman Oaks, Los Angeles, Kalifornien) war ein US-amerikanischer Komponist.

## Leben
Norman Dale Baker begann im Alter von vier Jahren mit dem Klavierspiel und mit elf Jahren das Erlernen der Trompete. Seine Promotion in Musik erhielt er an der Southwest Baptist University in Missouri. 1938 zog er nach Los Angeles, wo er bald als Arrangeur für die Band der Radiosendung „The Bob Hope Show“ begann. Am Los Angeles City College lehrte er später Arrangement und Komposition. Einer seiner ehemaligen Schüler, George Bruns, bat ihn 1954 darum, ihn bei der enormen Arbeit, die durch die Filmproduktionen bei den Walt Disney Studios entstand, zu unterstützen. Er fing an und konnte 1960 mit Toby Tyler, or Ten Weeks with a Circus seine erste Komposition für einen Langspielfilm nachweisen. Bis 1983 blieb er bei Disney und konnte mit Flucht in die Wildnis, für den er 1973 eine Oscarnominierung für die beste Filmmusik erhielt, seinen größten Erfolg feiern.
Nach seiner Karriere begann er 1985 an der University of Southern California zu unterrichten, wo er das USC Film and Television Scoring Program gründete. Ebenfalls nahm er immer wieder Aufträge an, für Freizeitattraktionen im Tokyo Disney Resort, Walt Disney World Resort und Disneyland Resort die Themenmusik zu schreiben.
Am 26. Juli 2002 verstarb Baker und hinterließ seine zweite Frau Charlotte, mit der er seit 1976 verheiratet war. Neben einem Stiefsohn hinterließ er die Tochter Catherine „CiCi“ Baker, die aus der ersten Ehe (1950–1957) mit der Schauspielerin B. J. Parker stammte.

## Filmografie (Auswahl)
- 1953: Hände weg, Jonny! (Wicked Woman)
- 1959: Donald im Land der Mathemagie (Donald in Mathmagic Land)
- 1960: Toby Tyler, or Ten Weeks with a Circus
- 1961: Der Freizeitkapitän (Aquamania)
- 1965: Eine Uni voller Affen (The Monkey's Uncle)
- 1966: Winnie Puuh und der Honigbaum (Winnie the Pooh and the Honey Tree)
- 1967: Abenteuerliche Reise ins Zwergenland (The Gnome-Mobile)
- 1968: Winnie Puuh und das Hundewetter (Winnie the Pooh and the Blustery Day)
- 1969: Das geheimnisvolle Treffen in Boyne Castle (Guns in the Heather)
- 1969: Ein Frechdachs im Maisbeet (Rascal)
- 1970: König der Grizzlies (King of the Grizzlies)
- 1971: Die Millionen-Dollar-Ente (The Million Dollar Duck)
- 1972: Die Flucht des Pumas (Run, Cougar, Run)
- 1972: Flucht in die Wildnis (Napoleon and Samantha)
- 1973: Charley und der Engel (Charley and the Angel)
- 1973: Superdad – Papa ist der Größte (Superdad)
- 1974: Meine Bären und ich (The Bears and I)
- 1974: Winnie Puuh und Tigger dazu (Winnie the Pooh and Tigger Too)
- 1975: Abenteuer der Natur (The Best of Walt Disney's True-Life Adventures)
- 1975: Die Semmelknödelbande (The Apple Dumpling Gang)
- 1976: Das große Ferienabenteuer (No Deposit, No Return)
- 1976: Der Goldschatz von Matecumbe (Treasure of Matecumbe)
- 1976: Zotti, das Urviech (The Shaggy D.A.)
- 1977: Die vielen Abenteuer von Winnie Puuh (The many Adventures of Winnie the Pooh)
- 1978: Heiße Schüsse, kalte Füße (Hot Lead and Cold Feet)
- 1978: Zwei Cowboys (Trail of Danger)
- 1979: Die Rückkehr der Semmelknödelbande (The Apple Dumpling Gang Rides Again)
- 1981: Cap und Capper (The Fox and the Hound)
- 1981: Zum Teufel mit Max (The Devil and Max Devlin)

## Auszeichnungen
Oscar
- 1973: Nominierung für die Beste Filmmusik mit Flucht in die Wildnis